# Ammonio di Ermia
Ammonio di Ermia (in greco antico: Ἀμμώνιος?, Ammónios; 440 – 523) è stato un filosofo bizantino.

## Biografia
Figlio di due filosofi, Ermia ed Edesia, Ammonio studiò ad Atene con Proclo e prima del 475 si trasferì ad Alessandria, dove insegnò filosofia, commentando opere di Platone e Aristotele.
Ci restano i suoi commentari al De interpretatione di Aristotele e alla Isagoge di Porfirio e i testi, redatti da studenti, di corsi tenuti su varie opere di Aristotele.
Gli interessi scientifici sono testimoniati anche dal fatto che tra gli scritti perduti, oltre a commenti a Platone, vi era un commentario alla principale opera astronomica di Claudio Tolomeo.
Ammonio fu un filosofo neoplatonico che tentò in vari punti di armonizzare il pensiero di Platone con quello di Aristotele ed è importante soprattutto in quanto fondatore della scuola alessandrina dei commentatori aristotelici. Tra i suoi allievi diretti vi sono Asclepio di Tralle, Giovanni Filopono, Simplicio, Damascio e Olimpiodoro il Giovane. È stata avanzata l'ipotesi che la sua lettura di Aristotele alla luce degli scritti platonici possa avere avuto anche l'obiettivo di avvicinare il pensiero aristotelico al cristianesimo, che all'epoca aveva una posizione egemone nella vita culturale di Alessandria. Il commentario al De interpretatione, che fu tradotto da Guglielmo di Moerbeke, influenzò Tommaso d'Aquino e, attraverso lui, l'aristotelismo dei secoli successivi.

## Edizioni e traduzioni italiane
I commentari e le lezioni di Ammonio sono pubblicati nei Commentaria in Aristotelem Graeca. edita consilio et auctoritate Academiae Litterarum Regiae Borussicae, Georg Reimer: Berlin 1882–1909 (23 volumi):
- IV.3. Ammonius, In Porphyrii isagogen sive V voces, ed. Adolfus Busse, 1891.
- IV.4. Ammonius, In Aristotelis categorias commentarius, ed. Adolfus Busse, 1895.
- IV.5. Ammonius, In Aristotelis de interpretatione commentarius, ed. Adolfus Busse, 1897
- IV.6. Ammonius, In Aristotelis analyticorum priorum librum 1 commentarium, ed. Maximilianus Wallies, 1899.
- VI.2. Asclepius, In Aristotelis metaphysicorum libros Α - Ζ (1 - 7) commentaria, ed. Michael Hayduck, 1888. (questo commentario è la trascrizione delle lezioni di Ammonio di Ermia a cura di un discepolo).

Traduzioni italiane:
- Asclepio di Tralle. Commentario al libro «Alpha Meizon» della Metafisica di Aristotele testo greco e traduzione italiana a cura di Loredana R. Cardullo, Roma: Bonanno, 2012.